# Désastre (12 janvier 2010)
Désastre (12 janvier 2010) [en francés: Desastre (12 de enero de 2010)] es una obra del artista haitiano Frankétienne.

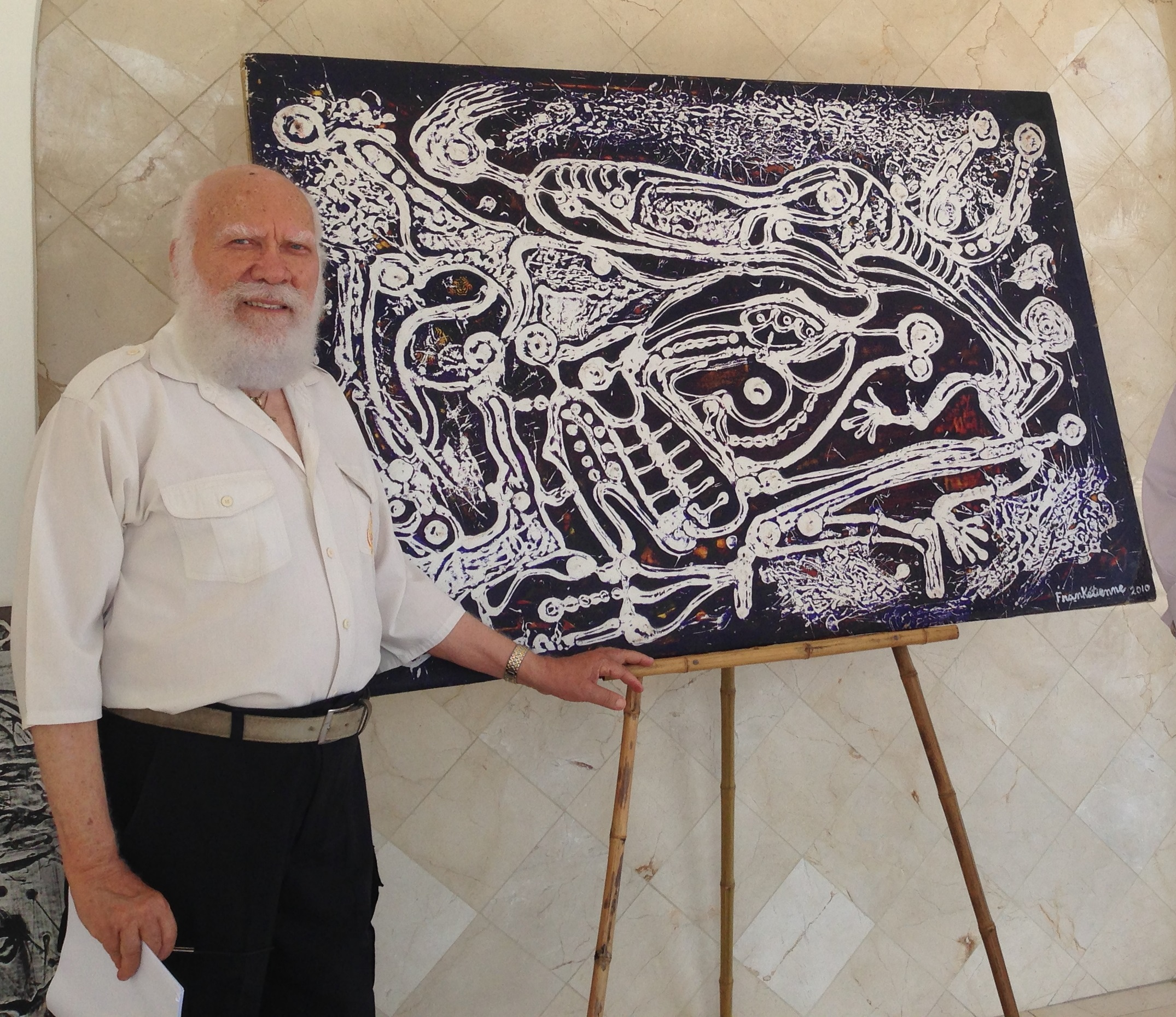
Durante la exposición "Pour la memoire et la lumière" en abril de 2014, Frankétienne posa delante de su acrílico sobre lienzo, pintado en enero de 2010.

Este acrílico sobre lienzo fue pintado entre el 15 el 16 de enero de 2010, la semana en que el fuerte Terremoto de Haití de 2010 azotó Puerto Príncipe, la capital del país.
La obra representa a las víctimas que quedaron atrapadas en los escombros de la ciudad.

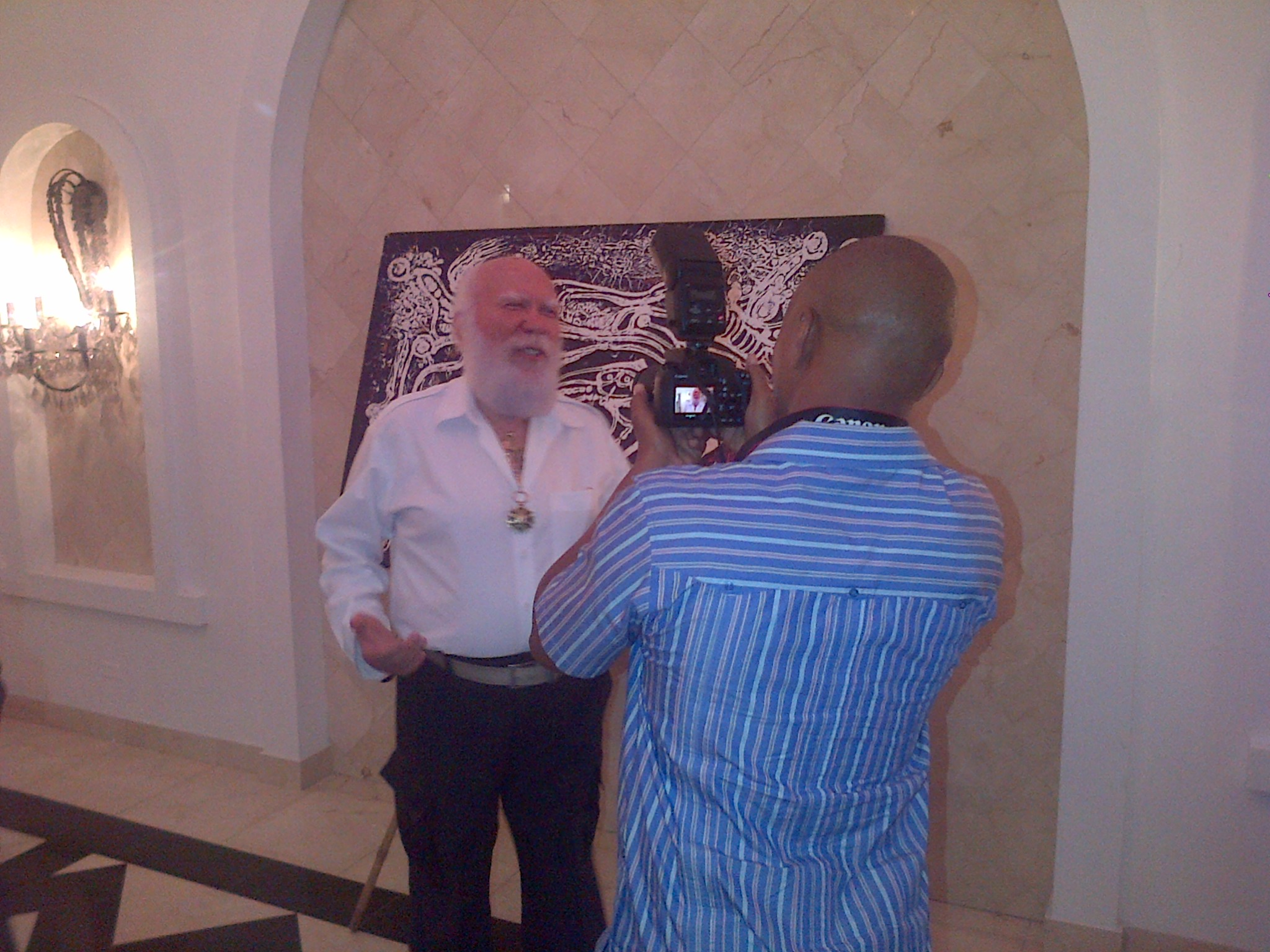
Durante la exposición "Pour la memoire et la lumière" en abril de 2014, Frankétienne es entrevistado delante de su acrílico sobre lienzo, pintado en enero de 2010.

La última vez que se expuso públicamente, fue durante la exposición "Pour la memoire et la lumière" ("Por la memoria y la luz") promovida por la fundación Ayiti Bel en el Hotel NH Haiti El Rancho, de Pétionville (Haití) entre el 11 y el 25 de abril de 2014. 
Posteriormente fue adquirida por un coleccionista privado.